# Marzena Trybała
Marzena Maria Trybała (ur. 16 listopada 1950 w Krakowie) – polska aktorka filmowa, teatralna, telewizyjna i głosowa, wykonawczyni piosenki aktorskiej.

## Życiorys
Urodziła się i wychowała w Krakowie, gdzie w 1972 roku ukończyła studia na Wydziale Aktorskim Państwowej Wyższej Szkoły Teatralnej.
Na pierwszym roku studiów Jan Budkiewicz, drugi reżyser, dostrzegł ją na juwenaliach w Krakowie i zaprosił na zdjęcia próbne do dramatu Andrzeja Wajdy Krajobraz po bitwie (1970), z których w efekcie po pierwszym dniu próbnym zrezygnowała. Rok później przyjęła rolę Angeli, żony doktora Mazzea de la Montany (Tadeusz Kondrat) w komedii telewizyjnej Jana Budkiewicza Dekameron 40 czyli cudowne przytrafienie pewnego nieboszczyka (1971). Można ją było dostrzec jako autostopowiczkę w dwóch odcinkach produkcji telewizyjnej Stanisława Jędryki Podróż za jeden uśmiech (1971) i potem w kinowej wersji serialu (1972). Zadebiutowała na kinowym ekranie jako Magda Barwińska, żona Romana (Andrzej Seweryn) w dramacie psychologiczno-sensacyjnym Sylwestra Chęcińskiego Roman i Magda (1978).
Zaraz po studiach wyjechała do Poznania, gdzie latach 1972–1978 związała się z Teatrem Polskim i otrzymała Medal Galerii Nowej „za szczególne osiągnięcia artystyczne w 1977 roku”. W latach 1978–1982 była aktorką Teatru Słowackiego w Krakowie.
Krzysztof Kieślowski zaangażował ją do roli niepozornej i małomównej Werki, siostry Daniela (Jacek Sas-Uhrynowski) i miłości Witka Długosza (Bogusław Linda) w dramacie psychologicznym Przypadek (1981). Wkrótce Kieślowski zaproponował jej zagranie roli Magdy w melodramacie Krótki film o miłości, jednak w tym czasie wygrała casting do kostiumowego serialu telewizji NRD Blask Saksonii i chwała Prus (Sachsens Glanz und Preußens Gloria, 1985-1987), gdzie wcieliła się w postać hrabiny Cosel. U Kieślowskiego zagrała jeszcze w dramacie psychologicznym Bez końca (1984) i czarnej komedii Trzy kolory. Biały (1993).
W latach 1983–1990 występowała w Teatrze Narodowym. Następnie w latach 1990–1997 grała w warszawskim Teatrze Polskim, gdzie w 1993 roku odniosła sukces w roli Elmiry w komedii Moliera Tartuffie w reżyserii Jana Bratkowskiego zdobywając nagrodę aktorską na XXXIII Kaliskich Spotkaniach Teatralnych. W 1998 roku związała się z Teatrem Ateneum. W 1998 roku zwyciężyła na XXXVII Rzeszowskich Spotkaniach Teatralnych w plebiscycie popularności za rolę Doris w przedstawieniu Za rok o tej samej porze w reż. Barbary Sass w wykonaniu Teatru na Woli im. Tadeusza Łomnickiego. Od 1998 roku związała się z Teatrem Ateneum.
Zagrała w wielu głośnych polskich filmach, w tym Widziadło (1983), Miłość z listy przebojów (1984), Pismak (1985), Spowiedź dziecięcia wieku (1985), C.K. Dezerterzy (1985), Komediantka (1986), Oszołomienie (1988) i Powrót wilczycy (1990).
W 2007 roku otrzymała nagrodę „Wielki Ukłon” za całokształt twórczości na Międzynarodowym Festiwalu Kina Autorskiego „Quest Europe” w Zielonej Górze. Stała się znana z ról telewizyjnych w serialach takich jak Zmiennicy (1986), Sukces (1996), Samo życie (2003), Pensjonat pod Różą (2004-2006) czy Barwy szczęścia (2007- ).

## Życie prywatne
W 1974 roku wyszła za mąż za Władysława R. Dąbrowskiego, wykładowcę AGH i żeglarza, kapitana jachtowego (ur. 1940). Zaczęła występować pod podwójnym nazwiskiem Trybała-Dąbrowska. Małżeństwo trwało kilka lat.
W 1980 roku poślubiła aktora Jana Grebera (1939–2023).

## Filmografia
- 2023: Ojciec Mateusz jako Zofia (odc. 374)
- 2022: Powrót jako Jadwiga Starostecka (odc. 1, 6)
- 2016: Kolekcja sukienek jako Iwona
- 2016: Na noże jako Beata Majchrzak
- 2014: Great Brytania jako matka Magdy
- 2013: 2XL jako Bielewicz, matka Alberta (odc. 2)
- 2013: Ojciec Mateusz jako Janina Majewska (odc. 111)
- 2010–2011: Hotel 52 jako Wioletta kierowniczka restauracji hotelowej
- 2007: Ekipa jako Elżbieta Niemiec
- od 2007– : Barwy szczęścia jako Elżbieta Żeleńska, matka Marty Walawskiej
- 2004–2006: Pensjonat pod Różą jako Maryla Urbańska
- 2003–2005: Defekt jako terapeutka Michała
- 2003: Tygrysy Europy 2 jako modystka Mariola, przyjaciółka Kozioła
- 2003: Zostać miss 2 jako Sara, była żona Klebera
- 2003: Pogoda na jutro jako Bożenka, przyjaciółka Kozioła
- 2002–2010: Samo życie jako Laura Starska, pisarka ukrywająca się pod pseudonimem „Patrick Johnes”, właścicielka pensjonatu w Łebie, ciotka Leszka Retmana
- 2000: Na dobre i na złe jako matka Karoliny (odc. 21, 22)
- 2000: Plebania jako Regina Mielczarek, buddystka, była nauczycielka w Tulczynie (odc. 37)
- 2000: Klasa na obcasach jako matka Oliwki
- 2000: Sukces jako Barbara Madejowa
- 2000: Spotkania, pożegnania (A Mi szerelmünk) jako Madeleine
- 1999: Policjanci jako okulistka
- 1999: Tygrysy Europy jako Krysia, krawcowa Nowakowej
- 1999: O dwóch takich, co nic nie ukradli jako Cymutowa
- 1999: Spotkania, pożegnania (tyt. oryg. A Mi szerelmünk) jako Madeleine
- 1997: Boża podszewka jako Emilia, kochanka Andrzeja Jurewicza (odc. 1-4 i 9)
- 1997: Musisz żyć jako Magda, żona Adama
- 1997: Mamo, czy kury potrafią mówić? jako dobra wróżka
- 1995: Sukces jako Barbara Madej (odc. 2-4, 7-9)
- 1994: Tu stoję... jako żona Bentkiewicza
- 1993: Żywot człowieka rozbrojonego jako Sabina (odc. 2)
- 1993: Trzy kolory. Biały jako pracownik Mariotta
- 1993: Pamiętnik znaleziony w garbie jako Maria, żona Antoniego
- 1992: Wielka wsypa jako pani Hanka, kelnerka
- 1992: Sprawa kobiet (Violeur Impuni, Le) jako partnerka Billauda
- 1992: Wszystko co najważniejsze... jako Zofia Winkiel
- 1991: Szuler (film) (Cheat) jako Teresa
- 1991: Jeszcze tylko ten las jako doktorowa, matka Rutki
- 1990: Korczak jako Esterka, opiekunka w sierocińcu
- 1990: Powrót wilczycy jako Stefania Ziembalska, kuzynka Kamila Orzelskiego
- 1990: Superwizja jako Anna, była żona Roberta Morena
- 1989: Z soboty na poniedziałek  jako matka
- 1988: Oszołomienie jako Heidrichowa, kochanka Graumanna
- 1987: Komediantka jako Mela Majkowska, aktorka w zespole Cabińskiego
- 1987: Cienie jako Maria Ostrowska, matka Jurka
- 1987: Opowiadanie wariackie jako Lena Borotna
- 1987: Rzeka kłamstwa jako Wincenta, macocha Joanny (odc. 1-3 i 5)
- 1986: Zmiennicy jako Jagoda Oborniakowa (odc. 10-11)
- 1986: Komediantka jako Mela Majkowska, aktorka w zespole Cabińskiego
- 1985: Pismak jako przyjaciółka kasiarza
- 1985: Sachsens Glanz und Preußens Gloria (Blask Saksonii i chwała Prus) jako Anna Konstancja Cosel
- 1985: Spowiedź dziecięcia wieku jako Józefina
- 1985: Obcy w domu jako Katarzyna
- 1985: C.K. Dezerterzy jako kochanka von Nogaya
- 1984: Miłość z listy przebojów jako Aśka, kochanka Jula, szefowa teatrzyku
- 1984: Bez końca jako Marta Duraj
- 1984: Rycerze i rabusie jako Helena Małorojna (odc. 6)
- 1983: Psychoterapia (film) jako siostra Zofia, zakonnica
- 1983: Wir jako Anna
- 1983: Widziadło Ola Strumieńska, druga żona Piotra
- 1983: Przeznaczenie jako Ewa
- 1981: Mężczyzna niepotrzebny! jako Helena, kochanka Plugara
- 1981: Przypadek jako Werka, siostra Daniela, miłość Witka
- 1981: Czwartki ubogich jako siostra Daglezja
- 1979: W słońcu i w deszczu jako Wanda Kowalczyk (odc. 2-3 i 7)
- 1978: Roman i Magda jako Magda, żona Romana
- 1977: Okrągły tydzień jako barmanka Helenka
- 1972: Podróż za jeden uśmiech jako autostopowiczka
- 1972: Kopernik jako Mieszczka
- 1972: Kopernik jako Mieszczka
- 1971: Podróż za jeden uśmiech jako Autostopowiczka
- 1971: Dekameron 40 czyli cudowne przytrafienie pewnego nieboszczyka jako Angela
- 1971: 150 na godzinę jako Marzena, znajoma Jimmy’ego w Kossówce

### Dubbing
- 2019: Kraina lodu II – Yelana
- 2009: Książę i żebrak – hollywoodzka opowieść
- 2007: Lissi na lodzie – Sybilla
- 2005: Tarzan 2: Początek legendy – Kala
- 2004: Harry Potter i więzień Azkabanu – Madame Rosmerta
- 2003: Nawiedzony dwór – Colemanowa
- 1999: Tarzan – Kala
- 1998: Rudolf czerwononosy renifer – Lilia

## Nagrody
- 1993: Nagroda aktorska za rolę Elmiry w „Tartuffie” w Teatrze Polskim w Warszawie na XXXIII Kaliskich Spotkaniach Teatralnych
- 1998: Zwycięstwo w plebiscycie popularności za rolę Doris w sztuce „Za rok o tej samej porze” na XXXVII Rzeszowskich Spotkaniach Teatralnych
- 2014: Brązowy Medal „Zasłużony Kulturze Gloria Artis”